# Cissna Park
Cissna Park – wieś w Stanach Zjednoczonych, w stanie Illinois, w hrabstwie Iroquois.